# Districtul Prizren
| Necesită actualizare | Acest articol are o infocasetă care trebuie actualizată. (Ștergeți acest format dacă ați actualizat deja infocaseta.) |

Districtul Prizren (albaneză Komuna e Prizrenit sârbă Призренски округ, cu alfabetul latin: Prizrenski okrug) este unul din cele șapte districte din Kosovo, cu sediul la Prizren.

## Municipii
- Prizren
- Dragash
- Suha Rekë
- Malișevo

## Limbi
Pe lângă limbile cele mai vorbite, albaneza, sârba, engleza, limba turcă este și aceasta oficială în district.

## Coduri poștale
| Codurile poștale din Kosovo - 20000 Prizren                                       |           |               |       |
| District                                                                          | Municipiu | Localitate    | Cod   |
| Prizren                                                                           | Prizren   | Prizren       | 20000 |
| Prizren                                                                           | Prizren   | Prizren 1     | 20010 |
| Prizren                                                                           | Prizren   | Prizren 2     | 20020 |
| Prizren                                                                           | Prizren   | Prizren 3     | 20030 |
| Prizren                                                                           | Prizren   | Prizren 4     | 20040 |
| Prizren                                                                           | Prizren   | Prizren 5     | 20050 |
| Prizren                                                                           | Prizren   | Prizren 6     | 20060 |
| Prizren                                                                           | Prizren   | Prizren 7     | 20070 |
| Prizren                                                                           | Prizren   | Prizren 8     | 20080 |
| Prizren                                                                           | Prizren   | Zym           | 20510 |
| Prizren                                                                           | Prizren   | Zhur          | 20520 |
| Prizren                                                                           | Prizren   | Reçan         | 20530 |
| Prizren                                                                           | Prizren   | Mamushë       | 20540 |
| Prizren                                                                           | Prizren   | Korishë       | 20550 |
| Prizren                                                                           | Rahovec   | Rahovec       | 20500 |
| Prizren                                                                           | Rahovec   | Rahovec 1     | 20510 |
| Prizren                                                                           | Rahovec   | Rahovec 2     | 20520 |
| Prizren                                                                           | Rahovec   | Ratkoc        | 20530 |
| Prizren                                                                           | Rahovec   | Xërxë         | 21000 |
| Prizren                                                                           | Rahovec   | Hoça e Madhe  | 21050 |
| Prizren                                                                           | Rahovec   | Krush e Madhe | 21060 |
| Prizren                                                                           | Dragaș    | Dragaș        | 22000 |
| Prizren                                                                           | Dragaș    | Bresanë       | 22050 |
| Prizren                                                                           | Dragaș    | Bellobradë    | 22060 |
| Prizren                                                                           | Dragaș    | Brod          | 22070 |
| Prizren                                                                           | Dragaș    | Krushevë      | 22080 |
| Prizren                                                                           | Suva Reka | Suha Rekë     | 23000 |
| Prizren                                                                           | Suva Reka | Mushtishë     | 23050 |
| Prizren                                                                           | Suva Reka | Samadraxhë    | 23060 |
| Prizren                                                                           | Mališșvo  | Malișevo      | 24000 |
| Prizren                                                                           | Malișevo  | Banjë e Madhe | 24050 |
| Prizren                                                                           | Malișevo  | Kijevë        | 24060 |
| Sursa:Codurile poștele au fost aprobate de Univeresal Postal Union (UPU) Ref: PTK |           |               |       |